# Joëlle Morin (actrice)
Pour les articles homonymes, voir Joëlle Morin et Morin.
Joëlle Morin est une actrice québécoise née à Montréal, le 27 avril 1971. Elle est la fille de Margot Campbell, la sœur de Valérie Valois et la nièce de Francine Morand (Campbell) également actrices. L'acteur et producteur feu Pierre Valcour (né Louis-Norbert Morin) est son oncle paternel.

## Filmographie
- 1990 : Docteur Norman Bethune (Bethune: The Making of a Hero) de Phillip Borsos
- 1990 : Vacheries : Sylvie
- 1990 : On a marché sur la lune : fille sexy
- 1992 - 1995 : Scoop (série télévisée) : Alexandra Dumoulin
- 1992 - 1995 : Montréal P.Q. (série télévisée) : Roxanne Blondeau
- 1994 : C'était le 12 du 12 et Chili avait les blues : Lili Tomasso
- 1995 : Les Grands Procès, l'Affaire Côté (série télévisée) : Chantal Blais
- 1995 : Alys Robi (série télévisée) : Alys Robi
- 1996 - 1997 : Urgence (série télévisée) : Nathalie Cousineau
- 1997 : Paparazzi (série télévisée) : Manon Delage
- 1998 - 2010 : Virginie (série télévisée) : Cathy Laurendeau
- 1999 - 2001 : Tohu-Bohu (série télévisée) : princesse Boudroulboudour
- 2002 - 2004 : Rumeurs (série télévisée) : Nadia
- 2005 - 2007 : La Promesse (série télévisée) : Hélène Polgar
- 2006 : Le Secret de ma mère : Jeune Blanche
- 2006 : The Point : Chelsea's Stepmom
- 2008 : Blaise le blasé (série télévisée) : Tamara Vadeboncœur
- 2010 : En audition avec Simon (série télévisée) : Joëlle Morin
- 2012 : La Cicatrice : Guylaine
- 2013 : Il était une fois les Boys : Rachel Chicoine
- 2015 : Les Ferron : Louise Ferron
- 2016 : Hibou de Ramzy Bedia : Marion
- 2016 : District 31 : Diane Meloche (5 épisodes)
- 2016 : En quête de vérité : Carmen

## Récompenses et nominations

### Récompenses
Joëlle Morin a gagné un Trophée Artis (Métrostar) dans la catégorie Meilleure actrice en 1996 pour son rôle dans la mini-série Alys Robi.

### Nominations
Joëlle Morin a reçu une nomination aux prix Gémeaux pour son rôle d'Alys Robi dans la mini-série du même nom.